# وجدي هندسة
وجدي عوض عبد الله  الشهير بـ وجدي هندسة (3 يناير 1996 - ) لاعب كرة قدم سوداني دولي، لاعباً لنادي المريخ ومنتخب السودان لكرة القدم.

## الإنجازات

### مع المريخ
- الدوري السوداني الممتاز (1): 2020 .
- كأس السودان (0): 2021، 2022، يحدد لاحقا

### مع المنتخب السوداني
- شارك في تصفيات امم أفريقيا

## وصلات خارجية
- وجدي هندسه على موقع كوره
- وجدي هندسة في نادي الأمل
- تاريخ البطولة - rsssf.com